# Heidi Game
Partido de Heidi rediríge aquí.
El Heidi Game o Heidi Bowl (una traducción cercana sería el Partido de Heidi) fue un partido de fútbol americano llevado a cabo el 17 de noviembre de 1968. El equipo local, los Oakland Raiders, venció a los New York Jets por marcador de 43–32. Este partido es recordado por un final por demás excitante, ya que Oakland anotó dos touchdowns en el minuto final, al ir perdiendo con los Jets por 32–29. El Heidi Game se ganó ese nombre porque la cadena de televisión National Broadcasting Company (NBC) interrumpió de forma controversial ese partido cuando aún iban ganando los Jets para transmitir el telefilme Heidi a las 7 p.m. de la tarde de en la hora del este de los Estados Unidos.
A finales de la década de 1960, era raro que algún partido de fútbol americano llegara a durar de más de dos horas y media, y la cuota de tres horas que concedió la NBC para la transmisión se daba por adecuada. Un partido de muchos puntos, junto con varios castigos y lesiones a lo largo del mismo entre los acérrimos rivales de la American Football League, provocó que se extendiera demasiado. Los ejecutivos de la NBC habían ordenado que Heidi debía comenzar a tiempo, pero debido a lo reñido del partido, decidieron posponer el inicio de la película y continuar la cobertura del fútbol americano. Al aproximarse las 7 p. m., muchos miembros del público llamaron a la NBC para informarse acerca de la programación, para quejarse o dar una opinión, saturando los conmutadores de la NBC, y el cambio no pudo ser comunicado al personal involucrado. Comenzó la transmisión de Heidi como estaba programado, adelantándose para la indignación de los espectadores en la mitad este de los Estados Unidos a los momentos finales del partido y a los dos touchdowns de Oakland.
El Heidi Game llevó a un cambio en la forma en que es transmitido el fútbol americano profesional en las cadenas de televisión en los Estados Unidos; los partidos son transmitidos hasta su conclusión antes de que inicien los programas vespertinos. Para asegurar que el personal de las cadenas televisivas se puedan comunicar bajo circunstancias similares, se instalaron teléfonos especiales (apodados "teléfonos Heidi"), con una conexión a otros teléfonos de las propias cadenas. En 1997, el Heidi Game fue votado como el partido más memorable de temporada regular en toda la historia del fútbol americano profesional.